# Микросервисная архитектура
Микросервисная архитектура — вариант сервис-ориентированной архитектуры программного обеспечения, направленный на взаимодействие насколько это возможно небольших, слабо связанных и легко изменяемых модулей — микросервисов, получивший распространение в середине 2010-х годов в связи с развитием практик гибкой разработки и DevOps.
Если в традиционных вариантах сервис-ориентированной архитектуры модули могут быть сами по себе достаточно сложными программными системами, а взаимодействие между ними зачастую полагается на стандартизованные тяжеловесные протоколы (такие, как SOAP, XML-RPC), в микросервисной архитектуре системы выстраиваются из компонентов, выполняющих относительно элементарные функции, и взаимодействующие с использованием экономичных сетевых коммуникационных протоколов (в стиле REST с использованием, например, JSON, Protocol Buffers, Thrift). За счёт повышения гранулярности модулей архитектура нацелена на уменьшение связности и увеличение степени зацепления, что позволяет проще добавлять и изменять функции в системе в любое время.

## Свойства
Свойства, характерные для микросервисной архитектуры:
- модули можно легко заменить в любое время: акцент на простоту, независимость развёртывания и обновления каждого из микросервисов;
- модули организованы вокруг функций: микросервис по возможности выполняет только одну достаточно элементарную функцию;
- модули могут быть реализованы с использованием различных языков программирования, фреймворков, связующего программного обеспечения, выполняться в различных средах контейнеризации, виртуализации, под управлением различных операционных систем на различных архитектурах: приоритет отдаётся в пользу наибольшей эффективности для каждой конкретной функции, нежели стандартизации средств разработки и исполнения;
- архитектура симметричная, а не иерархическая: зависимости между микросервисами одноранговые.

Философия микросервисов фактически копирует философию Unix, согласно которой каждая программа должна «делать что-то одно, и делать это хорошо» и взаимодействовать с другими программами простыми средствами: микросервисы минимальны и предназначаются для единственной функции. Основные изменения в связи с этим налагаются на организационную культуру, которая должна включать автоматизацию разработки и тестирования, а также культуру проектирования, от которой требуется предусматривать обход прежних ошибок, исключение по возможности унаследованного кода (микросервисы часто заменяют целиком, поскольку их функции элементарны).
Наиболее популярная среда для выполнения микросервисов — системы управления контейнеризованными приложениями (такие как Kubernetes и её надстройки OpenShift и CloudFoundry, Docker Swarm, Apache Mesos), в этом случае каждый из микросервисов как правило изолируется в отдельный контейнер или небольшую группу контейнеров, доступную по сети другим микросервисам и внешним потребителям, и управляется средой оркестрации, обеспечивающей отказоустойчивость и балансировку нагрузки. Типовой практикой является включение в контур среды выполнения системы непрерывной интеграции, обеспечивающее автоматизацию обновления и развёртывания микросервисов.

## История
Несмотря на то, что термин «микросервисы» упоминался с середины 2000-х годов, появление концепции относят к ежегодному семинару архитекторов программного обеспечения в Венеции 2011 году. В 2012 году о микросервисах докладывали на конференции 33d Degree в Кракове, а также появился ряд публикаций о «гранулярном SOA», излагающих микросервисный подход. В 2012—2014 годы о внедрении микросервисов в рамках собственных программных разработок заявляли специалисты таких компаний, как Amazon, Netflix, Twitter, с 2015 года в ведущих издательствах регулярно выпускаются книги о микросервисной архитектуре, проводится несколько регулярных конференций, целиком посвящённых микросервисам.

## Критика
Архитектура постоянно подвергается критике с самого момента её формирования. Среди новых проблем, которые возникают при её внедрении, отмечаются:
- сетевые задержки[5]: если в модулях, выполняющих несколько функций, взаимодействие локально, то микросервисная архитектура накладывает требование атомизации модулей и взаимодействия их по сети;
- форматы сообщений[5]: отсутствие стандартизации и необходимость согласования форматов обмена фактически для каждой пары взаимодействующих микросервисов приводит как к потенциальным ошибкам, так и сложностям отладки.